# Рене Диге Труен
Рене Диге Труен (фр. René Duguay-Trouin; 10. јун 1673 – 27. септембар 1736) је био француски гусар и адмирал.

## Биографија
Рођен је у Сен Малоу у Француској. Успешно је нападао непријатељске трговачке и ратне бродове, на стотине запленио или уништио, током Фалачког (1688-1697) и Рата за шпанско наслеђе (1701-1714). Примљен је 1697. године у ратну морнарицу као капетан фрегате након успеха у борби са холандском дивизијом бродова коју је успео да зароби. Дорпинео је победи над Енглезима у бици код рта Лизарда (21. октобар 1707). Године 1711. на челу ескадре од 7 линијских бродова, 4 фрегате и 2000 војника осваја Рио де Жанеиро кога је бранило 12.000 људи. Командовао је ескадром која је 1731. године принудила арабљанско-берберске гусаре на плаћање данка Француској. Његови мемоари издати су у Паризу 1740. године.